# Om kjærligheten synger de
Om kjærligheten synger de är en norsk svartvit dramafilm från 1946 i regi av Olav Dalgard. I rollerna ses bland andra Elisabeth Gording, Harald Heide Steen och Finn Bernhoft.

## Handling
Gustav Granbakken arbetar på Larsens hotell i en stad i Norge. Där arbetar även Maja och de två blir förälskade i varandra. Kort efter att de gift sig brinner hotellet ned medan herr och fru Larsen är i Oslo. Gustav får skulden för branden och kallas i tidningarna för mordbrännare. Paret tvingas flytta från bygden och beger sig till Oslo som i deras mening är möjligheternas stad.
I Oslo är det dock svårt att få arbete. Tillsammans med ett annat ungt par, Måka och Bella, bor de i en loftslägenhet. Gustav börjar sälja hembränt och grips en kväll av polisen och blir satt i fängelse. Han försvarare lyckas få honom frikänd, men när han kommer hem igen har Maja lämnat honom och börjat gå på gatan. Gustav samlar ihop pengar till ett korvstånd och övertalar Maja att flytta ihop med honom igen.
En kväll kommer Gustav full hem och Maja lämnar honom för gott. Medan han sover ruset av sig blir han väckt av pastor Langeland och fru Larsen. De meddelar att hotellägaren på sin dödsbädd erkänt att det var han som stack hotellet i brand. Han ger Gustav 5 000 kroner som kompensation. Han ger sig ut för att leta efter Maja och finner henne död i ett tegelbruk. Han ger pengarna till Bella och Måka och tänder därefter eld på bruket. Tillsammans med liket av Maja låter han sig uppslukas av lågorna. Filmens sista scener visar hur Bella och Måka kommer till den lilla gården de har köpt för pengarna.

## Rollista
- Elisabeth Gording – Maja
- Harald Heide Steen – Gustav Granbakken
- Finn Bernhoft – Larsen, hotellägare
- Berit Brænne – Bella
- Stig Egede-Nissen – Måka
- Randi Baumann
- Edvard Drabløs – Stoffer
- Frithjof Fearnley – domaren
- Nils Hald – Drøbak
- Alfred Helgeby
- Bjarne Lindskog
- Dagmar Myhrvold – fru Larsen
- Einar Rudaa – pantsättaren
- Ragnar Schreiner – Røden
- Aud Schønemann
- Erna Schøyen – Mathilde Evensrud
- Alfred Solaas – Potten
- Hans Stormoen – Gamlebåsen
- Knut Thomassen – försvararen
- Lars Tvinde – Langeland, pastor
- Einar Vaage – Beine
- Kåre Wicklund

## Om filmen
Om kjærligheten synger de var Olav Dalgard andra film att ha premiär under 1946. Den första, Jag var fånge på Grini, regisserades tillsammans med Rolf Randall och hade premiär den 25 februari 1946. Dalgard påbörjade omedelbart därefter arbetet med Om kjærligheten synger de som blev hans sista film. Filmen producerades av bolaget Oslo Film med Nicolay Huggenvik som produktionsledare. Huggenvik står även som upphovsman till pjäsen Om kjærligheten synger de, vilken filmen bygger på. Dalgard omarbetade pjäsen till filmmanus. Filmen fotades av Reidar Lund och klipptes av Olav Engebretsen. Musiken komponerades av Pauline Margrete Hall.
Filmen hade premiär den 30 oktober 1946 på Klingenberg kino i Oslo. Som förfilmer visades Fyll er ikke fest, en nykterhetsförespråkande film producerad av AOF, och Yngstemann i løypa, som var ett reportage från Tomm Murstads skidskola. Fyll er ikke fest sågades i pressen medan Yngstemann i løypa fick ett bättre mottagande.